# 조종호
조종호(趙鍾淏, 1921년 12월 22일 ~ 2010년 3월 26일)는 대한민국의 제4·5·11·12대 국회의원을 지낸 정치인이다. 본관은 한양이며, 충청북도 단양군 출생이다.

## 생애
국민대학교를 졸업하였다. 1945년 9월 한국민주당 창당에 참여하였으며, 제4대 대통령이자 야당 지도자인 윤보선의 비서실장이었다.
공무원이 되어 충청북도 단양군에서 면장, 면의회 의원 등을 지내다가 1954년 대한민국 3대 총선에 무소속으로 출마했다가 낙선하면서 중앙 정계에 입문했으며, 1958년 4대 총선 때 충북 단양에서 무소속으로 출마해 당선되면서 본격적인 정치활동을 시작했다. 두 번째와 세 번째로 출마한 4대 총선(무소속)과 5대 총선(헌정동지회)에서는 당선되었다.
1960년 8월 윤보선이 제4대 대통령에 선출되자 윤보선의 청와대 비서실장이 되어 입각했다. 그러나 5·16 군사 정변 이후 1962년 3월 윤보선의 하야 이후 감시대상이 되었다. 이후 제3공화국, 제4공화국에서 민정당, 신민당, 국민당, 민주통일당, 무소속으로 계속 출마했으나 여당인 민주공화당 후보들에게 밀려 모두 낙선했다.
1980년 신군부가 국가보위입법회의를 설치했을 때 국가보위입법회의 입법의원에 선출되었다. 이는 윤보선의 구 민주당 구파 계열에 대한 안배 차원에서 입법의원이 되었던 것이다. 이를 계기로 1981년 1월 민주정의당 창당에 참가한 뒤 두 차례 더 국회의원을 지냈다. 11대 총선에서 민주정의당 후보로 서울 동작구에서 당선됐다. 12대 국회에선 민정당 전국구 의원으로 활동했다.
종교는 불교이다.

## 약력
- 국민대학교 정치학과 졸업
- 윤보선 전 대통령 비서실장
- 한민당 창당준비위원회 조직위원장
- 한민당 중앙당 총무국장, 당무위원
- 국가보위입법회의 입법의원
- 민주정의당 창당 발기인, 농수산위원장
- 민주정의당 중앙위원회 부위원장
- 국회 농수산위 위원
- 국회 내무위 위원
- 대한민국헌정회 운영위원

## 가족 관계
- 부인 : 장인옥
  - 아들 : 조중원
  - 딸 : 조근주
  - 딸 : 조근자

## 같이 보기
- 제1공화국
- 제2공화국
- 제3공화국
- 한국민주당
- 5·16 군사 정변
- 윤보선
- 김도연
- 김준하
- 장면
- 장도영
- 장준하
- 현석호

## 역대 선거 결과
|  | 14.54% |

|  | 44.13% |

|  | 31.60% |

|  | 29.78% |

|  | 25.03% |

|  | 27.19% |

|  | 19.95% |

|  | 10.54% |

|  | 26.68% |

|  | 35.2% |